# Doctor Who: The Adventure Games
Doctor Who: The Adventure Games — серия приключенческих однопользовательских компьютерных игр по мотивам сериала Доктор Кто, состоящая из пяти игр. Все игры серии доступны для бесплатного скачивания с официального сайта (только для жителей Великобритании). Игры разрабатываются компанией Sumo Digital. Также серию игр называют интерактивными эпизодами сериала.

## Обзор

### Город далеков (City of the Daleks)

Город далеков

Доктор и Эми приземляются на Трафальгарской площади в Лондоне 1963 года. Разрушенный город контролируют далеки, однако под землёй ещё прячется последний человек — Сильвия. От неё Доктор узнаёт, что монстры проникли в мир через огромный «раскол» в небе. Далеки убивают Сильвию, а Доктор с Эми убегают в ТАРДИС и отправляются на Скаро — родную планету далеков, ранее разрушенную.
Эми начинает исчезать, так как является парадоксом — её предки были убиты в 1963 (далее в некоторых местах она использует это, чтобы быть невидимой перед врагами). Доктор собирает для неё устройство, сохраняющее парадокс. Вместе они проникают в центральный зал, где видят императора далеков и устройство, позволяющее менять историю. Далеки пленят героев, император объясняет, что собирается сделать далеков новыми Повелителями Времени с помощью «Глаза Времени», который раньше охранял Галлифрей. Однако Доктор с Эми убегают и попадают в прошлое планеты, когда она ещё не была восстановлена.
По просьбе Доктора, Эми находит компоненты устройства, которое может ослепить далеков. Тем временем в центральном зале Далеки готовятся использовать Глаз, чтобы отправиться в 1963. Всё ещё исчезающая Эми активирует ослепление, Доктор безопасно проходит наверх и останавливает Глаз. Настоящая временная линия восстановлена, Сильвия жива.

### Кровь киберлюдей (Blood of the Cybermen)
Один из рабочих, раскапывающих арктическую пещеру, Чизем, едет из базы на снегоходе, к месту, где обнаружил руку киберчеловека. Случайно Чизем срывается с утеса, Доктор получает сигнал SOS и приземляется к месту падения. Доктор и Эми спасают Чизема, с помощью ТАРДИС возвращают его на базу.
На базе неожиданно на Чизема нападает киберпиявка, он убегает и прячется. Доктор и Эми входят на базу, где глава операции, профессор Медоус, говорит им, что вся её команда была превращена в киберрабов. Доктор решает приготовить сыворотку, которая может ликвидировать последствия превращения в киберчеловека, но для этого ему нужна часть кого-нибудь из киберлюдей. Доктор и Эми пытаются попасть в комнату связи, но дверь оказывается запертой. Тогда Эми отправляется туда через вентиляционную шахту и открывает дверь. Попав в комнату, герои собирают необходимые ингредиенты и слышат сигналы по радио. Доктор готовит противоядие и спасает Чизема, а Эми передаёт просьбу о помощи. Чизем рассказывает о катакомбах под базой, где находятся замороженная армия киберлюдей.
Внизу, чтобы остановить пробуждение армии, герои пытаются добраться до диспетчерской, но Эми попадает в руки киберлюдей. Доктор достигает комнаты управления, где обнаруживает, что профессор Медоус — киберраб. Обещая отпустить Эми, она требует от Доктора пробудить киберлюдей. Доктор соглашается, но с помощью Чизема взрывает базу.

### ТАРДИС (TARDIS)
Доктор и Эми в ТАРДИС обсуждают, куда направятся на этот раз. Внезапно ТАРДИС попадает в космическое течение, и Доктор зависает снаружи неё на небольшом расстоянии от двери, удерживаемый маленькими космическими существами, известными как хрономиты. Знаками он объясняет Эми, что она может спасти его, управляя ТАРДИС. Эми осматривает ТАРДИС, пытаясь найти средство вернуть его назад. Наконец ей это удается, однако она случайно разбивает сосуд, высвободив существо, томившиеся в заточении долгое время. ТАРДИС снова попадает в течение, и Эми исчезает. Она переносится в будущее Доктора. Доктор возвращает Эми в настоящее и справляется с существом по имени Сущность. Далее Эми сначала осматривает рычаги ТАРДИС, а затем сама заводит её. Доктор планирует отвезти Эми в 23 век в Лондон после Большого Наводнения, но там они видят огромную акулу, которая преследует их.

### Тени Вашты Нерады (Shadows of the Vashta Nerada)
Доктор и Эми Понд попадают в Лондон после великого наводнения, в подводную колонию Посейдон. В океане вокруг колонии плавает огромная акула, которая разрушает тоннель, ведущий к ТАРДИС. Доктор и Эми вынуждены искать другой ход. Добравшись до Посейдона 8, они встречают юношу Мартина, который рассказывает им о болезни, охватившей почти всех на базе. Компьютер Джонс впускает Доктора, Эми и Мартина внутрь, несмотря на карантин.
Они встречают ещё двоих работников базы — Дану и Освальда. Гаснет свет, и Мартин умирает — от него остается лишь скелет в костюме. Доктор понимает, что всему виной Вашта Нерада — пираньи воздуха, живущие в тенях. Они проникли в это место вместе с акулой, когда произошла «большая вспышка» (Big Flash), и были открыты ворота во времени и пространстве. Кроме того, это вызвало опасную радиацию, которая стала причиной болезней. Доктор и Эми вынуждены перемещаться по тоннелям, на недолгое время включая резервное освещение. Вместе они справляются с двумя скелетами в скафандрах (Вашта Нерада использовали их тела, чтобы преследовать Доктора)
Доктор чинит генератор, и освещение снова работает. Освальд хочет спасти экипаж, подняв их на поверхность в специальных капсулах, но это небезопасно. Доктор синтезирует лекарство и излечивает Дану. Ему необходимо найти акселератор, чтобы закрыть ворота в пространстве и изгнать все, что пришло сквозь них. С помощью подземных туннелей Доктор добирается до ТАРДИС. Эми помогает ему добраться до акселератора, в одиночку справившись ещё с двумя скелетами (заманив их в комнату и смыв вниз), и вместе они закрывают ворота. Акула, Вашта Нерада и радиация исчезают.

### Пороховой заговор (The Gunpowder Plot)
Доктор вместе с Эми и Рори оказываются в Лондоне 1605 года. Им предстоит отразить вторжение инопланетян и по ходу встретиться с Гаем Фоксом, одним из организаторов Порохового заговора. Играть можно будет за трёх персонажей (Доктора и его спутников). Вас ждёт нелинейный геймплей, более сложные, чем в предыдущих эпизодах, головоломки, а также улучшенная система освещения. Впервые применённая технология порталов позволит почувствовать, что TARDIS изнутри гораздо больше, чем снаружи.

## Дополнительная информация

### Город далеков
- Ранее Доктор бывал на Скаро в своём первом воплощении («Далеки»), как Второй Доктор («Зло далеков»), как Третий Доктор («Планета далеков»), как Четвёртый Доктор («Происхождение далеков», «Судьба далеков»), и как Двенадцатый Доктор(«Ученик чародея», «Фамильяр ведьмы»).
- Растения «Вагра» впервые появились в истории с Первым Доктором «Миссия в неизвестное» и были придуманы Тэрри Нэйшном, создателем далеков. Потом они появлялись только в аудио-историях.
- The Beatles раньше упоминались в серии с Первым Доктором «Погоня», когда Доктор и его спутница смотрели, как группа исполняет песню «Ticket to Ride». Также в этой серии упоминаются далеки.

### Кровь киберлюдей
- Эми сказала, что кибермены хуже, чем пауки, на что Доктор ответил: «Давай не пойдём туда». Его арахнофобия была раскрыта Третьим Доктором («Планета пауков»).
- Киберлюди в игре почти точная копия своих собратьев из параллельной вселенной, куда Доктор и Роза попали в 2006 году. Также они сохранили фразу «Удалить». Единственная разница — отсутствие символа фирмы «Кибер Индастрис» (англ. — «Cubus Industris») у них на груди.
- Доктор говорит Эми, что учил Элвиса Пресли играть на гитаре. Это продолжение темы о встречах с музыкантами из предыдущей серии.
- В этой серии Эми спрашивает, что такое киберлюди, но то же самое она спрашивала в серии «Пандорика открывается».

### ТАРДИС
- Эми просит Доктора рассказать хотя бы об одной его поездке, когда ничего плохого не произошло, и Доктор упоминает Брайтон-бич. Ранее Доктор бывал в Брайтоне в сериях «Вольный улей», «Pier Pressure» и «Business Unusual». Также Доктор говорил о Париже, который посещал в серии «Город смерти».
- Внутри галереи ТАРДИС находятся следующие вещи: глаз далека, книга о плачущих ангелах, блок-флейта Второго Доктора, блокиратор из серии «Город далеков», карта Венеции из серии «Вампиры Венеции», маска Лиз Десятой, карманные часы и «Журнал Невозможных вещей» из эпизодов «Человеческая природа» и «Семья крови», кусок груди киберчеловека, вещи повелителей времени из серии «Конец времени», предметы сикораксов, мячик для крикета, ранее принадлежавший Пятому Доктору, звуковой бластер (возможно, тот, что Ривер Сонг взяла из ТАРДИС в серии «Тишина в библиотеке»), шар-переводчик удов, шарф Четвёртого Доктора и аварийный маяк, использованный в серии «Кровь киберлюдей».
- Лазерную звуковую отвёртку, которую использует Эми, использовал Мастер в сериях «Барабанная дробь» и «Последний Повелитель Времени».

### Тени Вашты Нерады
- Ранее Доктор встречался с Вашта Нерада в сериях «Тишина в библиотеке»/«Лес мертвецов».
- Эпизод начинается событиями, которыми окончился предыдущий эпизод, «ТАРДИС».
- Одиннадцатый Доктор освобождается от верёвок способом, которому научил его Гарри Гудини. Этот же способ использовали Десятый Доктор в анимационном эпизоде «Страна грёз» и Одиннадцатый Доктор в серии «День Луны»

### Пороховой заговор
- Ранее Доктор и Эми из игры были в Лондоне только в серии «Город далеков».
- Сюжет игры основан на реальном пороховом заговоре.

## Выпуски

### 1 сезон
| № | Название выпуска    | Сценарист    | Дата выхода                                  | Страница выпуска                                                   |
| --- | ------------------- | ------------ | -------------------------------------------- | ------------------------------------------------------------------ |
| |                     |              |                                              |                                                                    |
| 1 | «Город далеков»     | Фил Форд     | 5 июня 2010 (Windows) 15 июня 2010 (Mac OS)  | Страница игры Архивная копия от 1 июня 2010 на Wayback Machine     |
| В альтернативном 1963 году далеки контролируют время. ТАРДИС приземляется в руинах Лондона. Чтобы предотвратить смерть Эми, необходимо отправиться на родную планету далеков.                                                    |                     |              |                                              |                                                                    |
| |                     |              |                                              |                                                                    |
| 2 | «Кровь киберлюдей»  | Фил Форд     | 26 июня 2010 (Windows) 30 июня 2010 (Mac OS) | Страница игры Архивная копия от 25 июня 2010 на Wayback Machine    |
| Эми и Доктор материализуются в Антарктике в тот момент, когда живущие там люди превращаются в металлических монстров и начинают выкапывать из-под земли армию киберлюдей.                                                        |                     |              |                                              |                                                                    |
| |                     |              |                                              |                                                                    |
| 3 | «ТАРДИС»            | Джеймс Морэн | 27 августа 2010                              | Страница игры Архивная копия от 28 августа 2010 на Wayback Machine |
| Эми пытается спасти Доктора, зависшего снаружи ТАРДИС. Одновременно она случайно освобождает странного голодного монстра, бывшего в заточении в сосуде.                                                                          |                     |              |                                              |                                                                    |
| |                     |              |                                              |                                                                    |
| 4 | «Тени Вашты Нерады» | Фил Форд     | 22 декабря 2010                              | Страница игры Архивная копия от 24 декабря 2010 на Wayback Machine |
| Доктор и Эми находятся в 23-м веке сразу после Большого Наводнения в Лондоне. К ТАРДИС нет доступа, вокруг плавает огромная инопланетная акула, а в тенях прячутся Вашта Нерада, готовые уничтожить всех людей на базе Посейдон. |                     |              |                                              |                                                                    |

### 2 сезон
| №                                                                         | Название выпуска    | Сценарист | Дата выхода     | Страница выпуска                                                 |
| ------------------------------------------------------------------------- | ------------------- | --------- | --------------- | ---------------------------------------------------------------- |
|                                                                           |                     |           |                 |                                                                  |
| 5                                                                         | «Пороховой заговор» | Фил Форд  | 31 октября 2011 | Страница игры Архивная копия от 5 января 2012 на Wayback Machine |
| Доктор, Эми и Рори отправляются в Лондон 1605 года и встречают Гая Фокса. |                     |           |                 |                                                                  |

## Системные требования
| Системные требования | Системные требования                                                   | Системные требования                                                   |
| -------------------- | ---------------------------------------------------------------------- | ---------------------------------------------------------------------- |
|                      | Минимальные                                                            | Рекомендуемые                                                          |
| Windows              |                                                                        |                                                                        |
| ОС                   | Windows XP пакет обновлений 2                                          | Windows XP пакет обновлений 2, Windows Vista, Windows 7                |
| ЦПУ                  | Intel Pentium 4 1.6 ГГц+ или AMD Sempron 2800 + и выше                 | Intel Pentium 4 2.5 ГГц+ или AMD Athlon XP 2500+ и выше                |
| Объём ОЗУ            | Windows XP / Windows 7 — 512 ГБ, Windows Vista — 1ГБ                   | 1ГБ                                                                    |
| Место на диске       | 2ГБ                                                                    | 2ГБ                                                                    |
| Видеокарта           | DirectX 9 — совместимая. Память 128МБ. Поддержка шейдеров 2.0.         | DirectX 9c — совместимая. Память 256МБ.                                |
| Звуковая плата       | DirectX 9 - совместимая                                                | DirectX 9 - совместимая                                                |
| Сеть                 | Подключение к интернет (для проверки IP адреса)                        | Подключение к интернет (для проверки IP адреса)                        |
| Устройства ввода     | Клавиатура, мышь                                                       | Клавиатура, мышь                                                       |
| Mac                  |                                                                        |                                                                        |
| ОС                   | OSX 10.5 и выше                                                        | OSX 10.5 и выше                                                        |
| ЦПУ                  | Intel CPU                                                              | Intel CPU                                                              |
| Место на диске       | 2 ГБ                                                                   | 2 ГБ                                                                   |
| Видеокарта           | Intel GMA X3000 и выше (Intel GMA 950 совместима, но не рекомендуется) | Intel GMA X3000 и выше (Intel GMA 950 совместима, но не рекомендуется) |
| Сеть                 | Подключение к интернет (для проверки IP адреса)                        | Подключение к интернет (для проверки IP адреса)                        |

## Персонажи
- Мэтт Смит — Одиннадцатый Доктор
- Карен Гиллан — Эми Понд
- Николас Бриггс — голос далеков, киберлюдей и Освальда Фокса (Тени Вашты Нерады)
- Сара Карвер — Сильвия (Город далеков)
- Сара Дуглас — Профессор Медоус (Кровь Киберлюдей), Энтити (ТАРДИС), Джонс (Тени Вашты Нерады)
- Барнаби Эдвардс — Чисем (Кровь киберлюдей), Мартин Флэнаган (Тени Вашты Нерады)
- Элеонор Матсура — Дана Танака (Тени Вашты Нерады)
- Артур Дарвилл — Рори Уильямс

Внешность героев Доктора и Эми Понд также списана с Мэтта Смита и Карен Гиллан.

## Производство

Концепт арт

Фил Форд и Джеймс Морэн написали сценарий игры, а Чарлз Сесил работал над дизайном игры. Мюррей Голд является композитором игры (как и самого сериала). Исполнительные продюсеры сезона 2010 года Стивен Моффат, Пирс Вэнджер и Бэт Уиллис, а также Anwen Aspden и Чарлз Сесил являются исполнительными продюсерами интерактивных серий.
Было объявлено, что BBC продлила выпуск серии игр на второй сезон, который выйдет в 2011 году

## Реклама
Игры впервые были анонсированы на официальном сайте сериала 7 апреля 2010. Тогда же были опубликованы 13 скриншотов первой игры. 8 апреля появились 5 фотографий концепт-арта. 16 апреля было объявлено, что действие первой игры будет происходить сразу после окончания событий серии «Победа далеков». Была также подтверждена дата выхода первой игры.
21 апреля в Шеффилде журналисты могли протестировать игры.